# La Légende de Brisby
Pour plus de détails, voir Fiche technique et Distribution.
La Légende de Brisby (The Secret of NIMH 2: Timmy to the Rescue) est un long métrage d'animation américain réalisé par Dick Sebast. Sorti directement en vidéo en 1998, il est la suite de Brisby et le Secret de NIMH (1982).

## Synopsis
Jadis, le peuple rat et la communauté souris étaient menacés par les scientifiques du laboratoire de NIMH. Jonathan Brisby les avait sauvés, devenant ainsi un héros. Aujourd'hui, Jonathan a rendu son dernier soupir, et sa veuve élève seule leurs enfants. Alors que les souris sont à nouveau menacées, le Grand Hibou fait appel à Timmy, l'un des fils Brisby, pour les sauver.

## Fiche technique
- Titre original : The Secret of NIMH 2: Timmy to the Rescue
- Titre : La Légende de Brisby
- Réalisation : Dick Sebast
- Scénario : Sam Graham et Chris Hubbel d'après les personnages de Robert C. O'Brien
- Supervision des dialogues : Maria Estrada
- Musique : Lee Holdridge et Richard Sparks
- Producteur exécutif : William Stuart
- Producteur associé : Robert Winthrop
- Producteurs délégués : Paul Sabella et Jonathan Dern
- Production : Metro-Goldwyn-Mayer Animation
- Distribution : MGM/UA Home Entertainment
- Format : Couleurs - 1,33:1 - Dolby SR
- Durée : 79 minutes
- Dates de sortie :
  - États-Unis : 22 décembre 1998
  - France : décembre 2000

Note: La liste des "crédités" au générique étant trop longue pour être citée in exenso ici, nous n'avons repris que les principaux contributeurs.

## Distribution

### Voix originales
- Dom DeLuise : Jeremy
- Andrew Ducote : 10 Year Old Timmy
- Alex Strange : 13 Year Old Timmy
- Ralph Macchio : 17 Year Old Tim
- Eric Idle : Evil Martin
- Phillip Glasser : Reformed 19 Year Old Martin
- Phillip Van Dyke : Young Martin
- William H. Macy : Justin
- Peter MacNicol : Narrator
- Darleen Carr : Helen
- Jamie Cronin : Teresa
- Debi Mae West : Mrs. Jonathan Brisby
- Doris Roberts : Auntie Shrew
- Jameson Parker : Troy
- Andrea Martin : Muriel
- Arthur Malet : Mr. Ages
- Whitney Claire Kaufman : Cynthia
- Harvey Korman : Floyd
- Steve Mackall : Dr. Joseph Valentine
- Kevin Michael Richardson : Brutus
- Meshach Taylor : Cecil
- Hynden Walch : Jenny McBride

### Voix françaises
- Annabelle Roux : Timmy
- Patrice Schreider : Timmy adulte (chant)
- Chantal Macé : Jenny McBride (dialogues)
- Naïke Fauveau : Jenny McBride (chant)
- Jacques Balutin : Jeremy
- Jackie Berger : Martin
- Tanguy Goasdoué : Martin le diabolique (dialogues)
- Pierre-François Pistorio : Martin le diabolique (chant)
- Guy Chapelier : Justin (dialogues)
- Olivier Constantin : Justin (chant) / Interprète générique de fin
- Marc François : M. Ages (dialogues)
- Daniel Beretta : M. Ages (chant)
- Roland Timsit : Narrateur
- Jane Val : Mme Brisby
- Maria Tamar : Tatie Musaraigne
- Anne Jolivet : Muriel
- Éric Etcheverry : Troy
- Olivier Proust : Brutus
- Gérard Hernandez : Cecil
- Yann Pichon : Floyd / Assistant du Dr. Joseph Valentine
- Jean-Bernard Guillard : Dr. Joseph Valentine

## Autour du film
- L'animation du film a été entièrement réalisée dans les studios Wang de Taïwan.